# Dritan Abazović
Dritan Abazović (alb. Dritan Abazoviq; Ulcinj, 25. decembar 1985) jeste crnogorski političar i politikolog. Bio je predsednik Vlade Crne Gore od aprila 2022. do oktobra 2023, ministar spoljnih poslova Crne Gore od oktobra 2022. do oktobra 2023. i potpredsednik Vlade Crne Gore od 2020. do 2022. Predsednik je Građanskog pokreta Ujedinjena reformska akcija (URA) i tu funkciju obavlja od aprila 2017. Prvi je Albanac i Musliman koji je obavljao funkciju premijera Crne Gore.

## Biografija

### Počeci
Rođen je u albanskoj porodici. Osnovnu školu i Gimnaziju završio je u Ulcinju. Diplomirao je na Fakultetu političkih nauka, smjer Politikologija, Univerzitet u Sarajevu, stekavši zvanje diplomiranog politikologa. Bio je student generacije i dobitnik „Zlatne značke” i „Zlatne povelje” Univerziteta u Sarajevu. Magistrirao je 2008. godine na Fakultetu političkih nauka Univerziteta Crne Gore, na smjeru Međunarodni odnosi. Doktorirao je 2019. godine na Fakultetu političkih nauka Univerziteta u Sarajevu.
Dugogodišnji je saradnik nevladinih organizacija iz oblasti ljudskih prava, evroatlantizma i građanskog aktivizma. Bio je angažovan na projektima u vezi sa promocijom multikulturalizma u post-konfliktnim zonama bivše Jugoslavije. Učesnik je međunarodnih programa, konferencija i seminara. Specijalizovao se na nekoliko studijskih programa. Usavršavao se na Univerzitetu u Oslu, gdje je završio „Studije mira”, a bio je učesnik stručnih programa u SAD-u, Luksemburgu, Austriji, Belgiji, Španiji, Sloveniji.
Kao predavač je između ostalog bio angažovan na Institutu za tehnologiju MSU, Iligan (Filipini) na temu „Istočna Evropa”, kao i na Bilgi Univerzitetu u Istanbulu na temu „Novi koncept ljudske bezbjednosti u političkom sektoru”. Radio je kao demonstrator na Fakultetu političkih nauka u Sarajevu na predmetima Prof. dr Esada Zgodića, zatim kao izvršni direktor u Televiziji Teuta i izvršni direktor NVO Mogul u Ulcinju. Radno iskustvo stekao je i kao profesor u srednjoj školi „Drita” u Ulcinju, gdje je predavao predmete Sociologija kulture, Komunikologija i Istorija religije. Svoju prvu knjigu „Kosmopolitska kultura i globalna pravda” objavio je 2010. godine. Do sada je objavio i desetak naučih radova u domaćim i međunarodnim časopisima, pretežno iz oblasti političke filozofije i međunarodnih odnosa. Od 2012. godine je član Parlamenta Crne Gore. Govori engleski i albanski jezik.

### Opozicija (2012—2020)
Abazović je bio jedan od osnivača političke partije Pozitivna Crna Gora 2012. godine. Na Izborima za poslanike u Skupštinu Crne Gore 2012., ova partija je osvojila 7 mandata, čime je Abazović postao najmlađi član tog saziva Skupštine Crne Gore. Nakon podjela u partiji, 2014. godine, Abazović napušta Pozitivnu Crnu Goru, te funkcioniše kao nezavisni poslanik do 2015. godine kada se priključuje novoosnovanoj Ujedinjenoj reformskoj akciji (URA) 2015. godine. Trenutno je na funkciji predsednika URA i njen je poslanik u Skupštini Crne Gore.

Na izborima za narodne poslanike Crne Gore 2020. Abazovićeva koalicija „Crno na bijelo” je osvojila 5,53 odsto glasova, odnosno za njih je glasalo 22.649 ljudi. Ovim rezultatom dobili su četiri mandata koja su se pokazala kao presudna jer je toliko trebalo opozicionim koalicijama („Za Budućnost Crne Gore” /27 mandata/ i građanska „Mir je naša nacija” /10/) da bi imale vladajuću većinu — 41 mandat svega — posle 30 godina vlasti Mila Đukanovića i DPS-a. Abazović je posle izbora izjavio:
Crna Goro, neka ti je srećna sloboda. Trideset godina smo čekali da se smijeni vlast. Mnogi nisu vjerovali. Ali ovi ljudi jesu. Svima neka je srećno. Rekli smo da ćemo ispisati istoriju i ispisali smo je. Neka je sretno i ljudima koji su glasali DPS. Oni nisu neprijatelji Crne Gore. Mafija više neće vladati. Svi su dobro došli na pravu stranu istorije, i na pravdu, i na Ustav. Dobili smo mafiju, bez novca, samo srcem i samo znanjem. Popijte nešto, slavite, upalite baklju slobode!

### Potpredsednik Vlade Crne Gore (2020—2022)
Dana 4. decembra 2020. godine, izabrana je nova, tehnokratska Vlada Crne Gore, glasovima 41 poslanika u Skupštini Crne Gore. Za predsednika Vlade izabran je Zdravko Krivokapić, a Abazović je imenovan za potpredsednika Vlade, zadužen za nacionalnu bezbednost. Ovim je i zvanično okončana neprekidna tridesetogodišnja vladavina Demokratske partije socijalista u Crnoj Gori.

### Predsednik Vlade Crne Gore (2022—2023)
Predsednik Crne Gore Milo Đukanović predložio je Abazovića za mandatara za sastav nove, 43. Vlade Crne Gore, nakon što je prethodnoj Vladi tadašnjeg premijera Zdravka Krivokapića, početkom februara iste godine, izglasano nepoverenje glasovima pokreta Ujedinjena reformska akcija, kog predvodi Abazović, i opozicije predvođene Demokratskom partijom socijalista, koju predvodi Đukanović. Dana 28. aprila 2022, glasovima 45 poslanika u Crnogorskom parlamentu, odabrana je nova, manjinska Vlada Crne Gore, na čelu s Abazovićem kao premijerom. Abazović je poslanicima saopštio da će glavni zadatak nove vlada biti nastavak pregovora o pristupu Crne Gore u Evropsku uniju.
Na osnovu predloga za izglasavanje nepoverenja koji su predali poslanici Demokratske partije socijalista, Liberalne partije, Socijaldemokratske Crne Gore, Socijaldemokratske partije i Demokratske unije Albanaca, Skupština Crne Gore je nakon ponoći 20. avgusta 2022. godine izglasala nepoverenje njegovoj Vladi. Pored predlagača, za nepoverenje su glasali poslanici Demokrata i poslanik Marko Milačić.

## Lični život
Abazović je etnički Albanac i musliman. Bio je potpisnik Deklaracije o zajedničkom jeziku. Svoju prvu knjigu objavio je 2010. godine (Kosmopolitska kultura i globalna pravda). Radio je kao profesor u srednjoj školi u Ulcinju.

## Dela
Knjige
- Kosmopolitska kultura i globalna pravda (2009)[13]
- A Critique of Global Ethics (2022)[14][15]

Članci
- Abazović, Dritan (2014) Anatomija postmodernog morala, Znakovi vremena, Časopis za filozofiju, religiju, znanost i društvenu praksu, godina XVII, broj 63, Naučno-istraživački institut Ibn Sina, Sarajevo
- Abazović, Dritan (2013) Realpolitika i etika, Matica crnogorska, Časopis za društvena pitanja, nauku i kulturu, godina XIV, broj 54., ljeto 2013 Podgorica
- Abazović, Dritan (2012) Pojam dostojanstva u kontekstu savremenog društva, Znakovi vremena, Časopis za filozofiju, religiju, znanost i društvenu praksu, godina XV, dvobroj 57/58, Naučno-istraživački institut Ibn Sina, Sarajevo
- Abazović, Dritan (2014) Ideologija antiglobaliste, Ideologija antiglobalizma,časopis za nauku, kulturu i umjetnost „Dija”, Udruženje albanskih stvaraoca, br12/2014, god. XII
- Abazović, Dritan (2014) Etičko preispitivanje demokratije, Sarajevski žurnal za društvena pitanja (jesen/zima 2014), Fakultet političkih nauka, Univerzitet u Sarajevu, godište III, broj 1-2

## Spoljašnje veze
- https://web.archive.org/web/20190327101225/https://ura.org.me/ura/predsjednik
- https://web.archive.org/web/20150104035422/http://www.vijesti.me/autori/dritan-abazovic-378/profil
- „Skupština Crne Gore”. Архивирано из оригинала 27. 03. 2019. г. Приступљено 26. 03. 2019.